# François Boucq
François Boucq (Lilla, 28 novembre 1955) è un fumettista francese.

## Biografia
Creatore di Jérôme Moucherot, Les pionniers de l’aventure humaine e Les Dents du Recoin, collaborò con le riviste Pilote e Fluide Glacial
Nel 1998 vinse il Grand Prix de la ville d'Angoulême.

## Opere

### Opere pubblicate in Italia
- La moglie del mago, serializzato su rivista Comic Art (1991) e poi raccolto in volume; serializzato su rivista Skorpio, Editoriale Aurea (2019)
- Bocca del diavolo, serializzato su rivista Comic Art (1990) e poi raccolto in volume
- Il Janitor, contenente: L'Angelo di Malta L'Ange de Malte(2007), Week end a Davos Le Janitor 2 - Week-end à Davos (2007), 001 Edizioni, 2012, ISBN 978-88-96573-42-6
- Little Tulip, traduzione di Stefano A. Cresti, soggetto e sceneggiatura di Jerome Charin, Oblomov, 2021, ISBN 9788831459365.
- New York Cannibals, traduzione di Stefano A. Cresti, soggetto e sceneggiatura di Jerome Charin, Oblomov, 2021, ISBN 9788831459402.

## Riconoscimenti
- Alfred per il miglior fumetto francese al Festival d'Angoulême del 1986 con La moglie del mago
- Premio Yellow Kid al Salone Internazionale dei Comics del 1992